# Bistensjön
Bistensjön är en sjö i Skellefteå kommun i Västerbotten och ingår i Byskeälven-Kågeälvens kustområde. Sjön har en area på 0,253 kvadratkilometer och ligger 53 meter över havet.

## Delavrinningsområde
Bistensjön ingår i det delavrinningsområde (721149-174805) som SMHI kallar för Utloppet av Ostträsket. Medelhöjden är 41 meter över havet och ytan är 27,31 kvadratkilometer. Räknas de 12 avrinningsområdena uppströms in blir den ackumulerade arean 148,89 kvadratkilometer. Avrinningsområdets utflöde Storbäcken mynnar i havet. Avrinningsområdet består mestadels av skog (72 procent) och sankmarker (11 procent). Avrinningsområdet har 2,09 kvadratkilometer vattenytor vilket ger det en sjöprocent på 7,7 procent.